# Mary Tucker Thorp
Mary Tucker Thorp (también conocida como Mary Dahood) (14 de diciembre de 1899-1974) fue maestra, educadora y directora de la escuela en el Rhode Island College. Presidió el comité que investigó e hizo recomendaciones para los estándares de acreditación para la educación preescolar y que fueron adoptados en los Códigos de la Junta Estatal de Educación en 1954. Fue la primera profesora distinguida del Rhode Island College y la primera residente con una cátedra en la escuela que fue nombrada en su honor. Fue incluida en el Salón de la fama de las mujeres de Rhode Island en 1969.

## Biografía
Nació en septiembre de 1899 en Siria, en ese entonces bajo dominio otomano. Su familia emigró a Nueva York en 1904, pero poco después, su madre quedó viuda y colocó a Mary, su hija mediana en un orfanato llamado Rock Nook Home for Children. Durante su adolescencia, Florence y Job Thorp, prominentes ciudadanos de Westerly, Rhode Island se convirtieron en los guardianes de Mary. La familia Thorps tuvo otros tres hijos, Elliott, que se convertiría en general de brigada y fue el jefe de contrainteligencia de MacArthur durante la Segunda Guerra Mundial; Walter y una hija, Elsie. En 1917, Mary Dahood estaba enseñando en el Valle Tomaquag del Condado de Washington, Rhode Island. Su madre, Hadla, que no había tenido éxito en anular la tutela de Thorp, llegó a la escuela e intentó llevarse a Dahood de vuelta a Brooklyn para trabajar en la pensión que ella administraba. La madre fue arrestada por intento de secuestro, y acusada de crear un disturbio. Después del incidente, los Thorps tomaron medidas para convertirse permanentemente en la familia de Dahood. La adoptaron alrededor de 1920 y ella tomó el nombre de Mary Tucker Thorp.

## Carrera
En 1926, Thorp aceptó un puesto docente en la Facultad de Educación de Rhode Island (RIC), y simultáneamente trabajó en su propia educación, obteniendo su licenciatura en educación en 1929. Luego completó una Maestría en Educación de la Universidad de Boston en 1932, con una tesis titulada «Estudios de objetivos que muestran la necesidad de dar instrucciones en el uso de herramientas de geografía». Thorp fue promovido a presidente de la Escuela Henry Barnard en RIC en 1936, y al año siguiente, en septiembre de 1937, se convirtió en ciudadana naturalizada de los Estados Unidos. Obtuvo su Doctorado en Educación en 1943 de la Universidad de Boston y se convirtió en la primera profesora distinguida en RIC. En 1947, encabezó un comité para establecer estándares de acreditación para guarderías e instituciones que enseñan a niños pequeños. El informe tardó dos años en compilarse, pero se convirtió en la base del código adoptado por la Junta Estatal de Educación para Rhode Island en 1954.
Fue una oradora destacada en educación, desarrollo infantil y salud, hablando en grupos de mujeres, escuelas de enfermería, y varias organizaciones cívicas. En 1961, la primera residencia en el campus de RIC fue dedicada y nombrada en su honor. Se retiró de la universidad en 1962 pero continuó sus servicios comunitarios. En 1963, tuvo el cargo de vicepresidente de la Asociación de Tuberculosis y Salud de Rhode Island y al año siguiente se convirtió en presidenta,  un puesto que ocupó hasta fines de la década de 1960.  También desempeñó la representación de la Conferencia de la Casa Blanca sobre Niños y Jóvenes. [18] Recibió la Medalla Roger Williams de la Cámara de Comercio de la Gran Providencia y una mención de la Universidad de Brown por su participación en el servicio a la comunidad. Fue incluida en el Salón de la fama del patrimonio de Rhode Island en 1969.
Falleció el 27 de octubre de 1974. [2] Legó un fideicomiso al Rhode Island College para la institución de un premio llamado Profesora Universitaria Mary Tucker Thorp, el premio se dona anualmente con una adjudicación de una beca.

## Publicaciones seleccionadas
- Thorp, Mary Tucker (1932). Objective Studies Showing Need for Giving Instruction in Use of Geography Tools (M.Ed.). Boston, Massachusetts: Boston University.
- Thorp, Mary Tucker (1943). A program in social-civic education through middle grade history (Ed.D.). Boston, Massachusetts: Boston University. OCLC 893637596.
- Thorp, Mary Tucker Thorp; Wilcox, Edward F (1962). Gladly may you teach: the elementary school project. Providence, Rhode Island: State Department of Education. OCLC 17541735.
- Thorp, Mary Tucker Thorp; Wilcox, Edward F (1963). Two issues: school admission age and promotion policies: the elementary school project. Providence, Rhode Island: State Department of Education. OCLC 17671863.
- Thorp, Mary Tucker Thorp; Wilcox, Edward F (1963). The Rhode Island elementary school principal looks at his role: elementary school project. Providence, Rhode Island: State Department of Education. OCLC 27554700.